# To Pimp a Butterfly
 (décembre 2023).
La mise en forme du texte ne suit pas les recommandations de Wikipédia : il faut le « wikifier ».
Les points d'amélioration suivants sont les cas les plus fréquents :
- Les titres sont pré-formatés par le logiciel. Ils ne sont ni en capitales, ni en gras.
- Le texte ne doit pas être écrit en capitales (les noms de famille non plus), ni en gras, ni en italique, ni en « petit »…
- Le gras n'est utilisé que pour surligner le titre de l'article dans l'introduction, une seule fois.
- L'italique est rarement utilisé : mots en langue étrangère, titres d'œuvres, noms de bateaux, etc.
- Les citations ne sont pas en italique mais en corps de texte normal. Elles sont entourées par des guillemets français : « et ».
- Les listes à puces sont à éviter, des paragraphes rédigés étant largement préférés. Les tableaux sont à réserver à la présentation de données structurées (résultats, etc.).
- Les appels de note de bas de page (petits chiffres en exposant, introduits par l'outil «  Source ») sont à placer entre la fin de phrase et le point final[comme ça].
- Les liens internes (vers d'autres articles de Wikipédia) sont à choisir avec parcimonie. Créez des liens vers des articles approfondissant le sujet. Les termes génériques sans rapport avec le sujet sont à éviter, ainsi que les répétitions de liens vers un même terme.
- Les liens externes sont à placer uniquement dans une section « Liens externes », à la fin de l'article. Ces liens sont à choisir avec parcimonie suivant les règles définies. Si un lien sert de source à l'article, son insertion dans le texte est à faire par les notes de bas de page.
- La présentation des références doit suivre les conventions bibliographiques. Il est recommandé d'utiliser les modèles {{Ouvrage}}, {{Chapitre}}, {{Article}}, {{Lien web}} et/ou {{Bibliographie}}. Le mode d'édition visuel peut mettre en forme automatiquement les références.
- Insérer une infobox (cadre d'informations à droite) n'est pas obligatoire pour parachever la mise en page.

Pour une aide détaillée, merci de consulter Aide:Wikification.
Si vous pensez que ces points ont été résolus, vous pouvez retirer ce bandeau et améliorer la mise en forme d'un autre article.
Albums de Kendrick Lamar
Good Kid, M.A.A.D City
(2012) untitled unmastered
(2016)
Singles
1. i
Sortie : 16 septembre 2014
2. The Blacker the Berry
Sortie : 9 février 2015
3. King Kunta
Sortie : 24 mars 2015
4. Alright
Sortie : 30 juin 2015

To Pimp a Butterfly est le troisième album studio du rappeur américain Kendrick Lamar. Il est sorti le 15 mars 2015, par Top Dawg Entertainment, Aftermath Entertainment et Interscope Records,.
L'album a été enregistré dans plusieurs studios à travers les États-Unis, avec la production exécutive de Dr. Dre et Anthony « Top Dawg » Tiffith. Boi-1da, Flying Lotus, Terrace Martin, Pharrell Williams, Knxwledge, Soundwave, Thundercat et plusieurs autres producteurs de hip-hop ont également contribué à l'album, tandis que Thundercat, George Clinton de Parliament-Funkadelic, Bilal, Anna Wise, Snoop Dogg, James Fauntleroy, Ronald Isley des Isley Brothers, et Rapsody apparaissent dans l'album en tant qu'artistes vedettes. L'album incorpore des éléments de free jazz, de funk et de spoken word et ses paroles explorent des thèmes concernant la culture afro-américaine, l'inégalité raciale, la dépression, la discrimination institutionnelle et le matérialisme.
L'album se classe à la première place du Billboard 200 dès sa sortie, avec 363 000 copies vendues la première semaine aux États-Unis et a reçu de nombreux honneurs de la critique, qui louent sa portée musicale et la pertinence sociale des paroles de Lamar. En outre, To Pimp a Butterfly a été évalué par de nombreux magazines, notamment Rolling Stone, Billboard ou encore Pitchfork, comme étant le meilleur album de l'année 2015. En octobre 2015, on apprend que l'album s'est écoulé à plus d'un million d'exemplaires dans le monde. En janvier 2016, l'album s'était vendu à 788 000 exemplaires aux États-Unis. L'album a été certifié disque de platine par la Recording Industry Association of America (RIAA). En juin 2017, l'album s'est vendu à un million d'exemplaires aux États-Unis.
L'album est soutenu par cinq singles : i, The Blacker the Berry, King Kunta, Alright et These Walls. Les cinq singles sont entrés dans le US Billboard Hot 100. Lamar a également fait une tournée intitulé Kunta's Groove Sessions Tour, qui comprenait huit spectacles dans huit villes, de la fin 2015 au début 2016.
Sorti plus tôt, le single i a gagné les Grammys de la « Meilleure Chanson Rap » et de la « Meilleure Performance Rap » lors de la 57e cérémonie des Grammy Awards. L'album a été nommé pour le prix de l'« Album de l'Année » et a été élu « Meilleur Album Rap » à la 58e cérémonie des Grammy Awards. Le titre Alright a remporté les prix « Meilleure prestation rap solo » et « Meilleure chanson rap » et These Walls celui de la « Meilleure collaboration rap/chant ».

## Contexte
Le 28 février 2014, Kendrick Lamar a dévoilé pour la première fois son projet de sortie un second album studio après Good Kid, M.A.A.D City (2012), lors d'une entrevue avec Billboard. Entre les sorties de Good Kid, M.A.A.D City et To Pimp a Butterfly, Lamar est parti en Afrique du Sud. Sa visite du pays et de divers sites historiques comme la cellule de Nelson Mandela à Robben Island ont fortement influencé l'orientation de cet album.
L'album poursuit un dialogue nuancé sur des sujets importants qui touchent la communauté afro-américaine. La chanson Alright de Lamar est devenue un cri de ralliement pour le mouvement Black Lives Matter. Avec des paroles comme « and we hate po-po / Wanna kill us dead in the street fo sho » ( « et on déteste la police. On veut nous tuer dans la rue »), il indique clairement qu'il soutient le mouvement et les familles d'hommes et de femmes noirs comme Mike Brown, Sandra Bland et Tamir Rice qui ont été victimes de brutalités policières aux États-Unis. Lamar va plus loin dans ses opinions pour donner sa position sur les crimes que se font les noirs entre eux dans la chanson The Blacker the Berry. Il se critique lui-même et critique sa communauté en rappant : « So why did I weep when Trayvon Martin was in the street? / When gang banging make me kill a nigga blacker than me? » (« Alors pourquoi ai-je pleuré quand Trayvon Martin était dans la rue ? / Quand les coups de gang me font tuer un négro plus noir que moi ? ») Certains critiques affirment que son attitude facilite la rhétorique qui réduit au silence le mouvement Black Lives Matter. Stereo Williams du Daily Beast a écrit en réponse à ses paroles qu'« il est dangereux d'utiliser cette violence comme tactique de silence lorsque le public est en colère contre l'assujettissement systématique des Noirs. »

## Enregistrement et production
To Pimp a Butterfly a été enregistré dans divers studios, dont Chalice Recording Studios, Downtown Studios, House Studios, Notifi Studios et No Excuses Studios. Lamar a écrit les paroles de la chanson Mortal Man lors du Yeezus Tour de Kanye West. Pendant toute la tournée, le producteur Flying Lotus a joué à Lamar une sélection de titres destinés à l'album de Captain Murphy (l'alter ego de Flying Lotus). Lamar a gardé tous les morceaux, mais seul Wesley's Theory, qui comprend en featuring Thundercat et George Clinton, a été retenu pour le montage final de l'album. Lotus avait produit une version de For Sale ? (Interlude) qui a finalement été écarté. A la place, Lamar a en fin de compte utilisé la version de Taz Arnold sur l'album. Lotus a déclaré qu'il est peu probable que sa version de la chanson soit publiée. La rappeuse américain Rapsody apparaît sur l'album avec un couplet sur la chanson Complexion (A Zulu Love). Lamar avait demandé que 9th Wonder contacte Rapsody et lui demande de poser sur le morceau. Rapsody et Lamar ont discuté de la chanson, mais Lamar a donné peu d'instructions sur sa contribution. Parlant de la chanson, elle a déclaré que Lamar avait déjà décidé du concept de la chanson et que les seules instructions qu'il avait données étaient le titre de la chanson et l'idée que « …nous sommes beaux peu importe notre race mais il voulait vraiment parler à notre peuple et aborder ce complexe lumière contre noir,. »
En 2014, Pharrell Williams, qui travaillait auparavant avec Lamar, avec le producteur Sounwave, a performé le morceau Alright au Holy Ship Festival. Le titre reprend le même sample non identifié que celui utilisé par Williams sur le titre Presidential de Rick Ross dans son album God Forgives, I Don't (2012). À l'origine, le rappeur américain Fabolous était présent en featuring sur le morceau,,. L'album a traversé trois phases différentes avant que l'équipe de production puisse aller de l'avant avec l'idée. Par la suite, le producteur Thundercat a été impliqué dans le processus, après que Flying Lotus l'ait emmené voir la performance de Lamar lors du The Yeezus Tour. Le premier single de l'album, intitulé i, a été produit par Rahki, qui a également produit une autre chanson pour l'album intitulé Institutionalized. Bien que la version de i apparaissant sur l'album soit radicalement différente de celle du single, les deux versions contiennent un sample de la chanson That Lady interprétée par The Isley Brothers. Lamar a personnellement rendu visite aux Isley Brothers pour obtenir la permission du chanteur principal Ronald Isley de sampler le morceau.
Lamar a commencé à se rendre à St. Louis et a commencé à travailler avec Ronald Isley au studio. Isley a également posé sur la chanson How Much a Dollar Cost aux côtés de l'auteur-compositeur-interprète James Fauntleroy. Le producteur et rappeur Pete Rock a fourni des chœurs et des scratches pour la chanson Complexion (A Zulu Love), et comme il l'a dit, la contribution était inhabituelle, car il n'était pas le producteur pour le titre. Le chanteur Bilal est présent sur les chansons Institutionalized et These Walls, et a fourni des chœurs non crédités sur les chansons u, For Sale ? (Interlude), Momma et Hood Politics. Bilal a déclaré que lui et Lamar n'étaient pas certains du nombre de chansons sur lesquelles il allait jouer, déclarant qu'il avait travaillé sur différents morceaux, mais qu'il n'en connaissait pas encore le résultat. "Kendrick avait une idée de ce qu'il voulait pour une grande partie du matériel. Il chantait la mélodie et quelques mots, et j'interprétais ce qu'il me disait." Sur les chansons où Bilal a ajouté des chœurs, il a déclaré que "...une partie était du freestyle ; juste ajouter de la couleur pour en faire un son plus complet". Lamar aurait également travaillé avec le musicien américain Prince, mais le duo était trop pressé par le temps pendant la session d'enregistrement et n'a donc pas été en mesure de terminer son travail pour l'inclure dans l'album,,. Lamar a déclaré avoir souvent écouté Miles Davis et Parliament-Funkadelic lors de l'enregistrement de l'album.
En 2016, Lamar a sorti Untitled Unmastered, une compilation qui contient des démos inédites provenant des sessions d'enregistrements de To Pimp a Butterfly. Selon le producteur Thundercat, il "complète la phrase" du troisième album studio de Lamar.

## Style musical
Selon le musicologue Will Fulton, To Pimp a Butterfly s'engage dans la tradition de la musique noire et la célèbre. Tout comme le chanteur D'Angelo sur son album Black Messiah en 2014, Lamar "indexe consciemment les styles musicaux afro-américains du passé dans une relation dynamique de renouveau nostalgique et d'avant-garde". Kyle Anderson de Entertainment Weekly a décrit l'album comme "embrassant toute l'histoire de la musique noire américaine". Lamar décrit le disque comme une œuvre "honnête, craintive et sans excuses" qui s'inspire du funk, du hard bop, du spoken word et de la soul, tandis que les critiques ont également noté des éléments du hip hop de la côte ouest et de l'avant-garde.
Stereogum décrit To Pimp a Butterfly comme une "déclaration avant-jazz-rap ambitieuse" et The Source qualifie l'album de sortie hip hop expérimentale. Greg Kot du Chicago Tribune a également noté les affinités de l'album avec la musique noire précédente, mais a fait valoir que "Lamar emmène des tropes musicaux familiers en territoire inconnu". The Atlantic note l'influence du collaborateur de Lamar, Flying Lotus, écrivant que "sa signature sonore - instrumentation jazz et hip-hop superposée en collages chaotiques - est partout sur l'album". Steve Mallon de The Quietus a noté un "psychédélisme étrangement déformée qui jaillit de ses arrangements idiosyncrasiques".

## Thèmes
L'album explore une variété de thèmes politiques et personnels liés à la race, à la culture et à la discrimination. Le critique Neil Kulkarni a dit qu'il évalue "les promesses brisées et les chemins sanglants qui mènent au malaise du centre de l'Amérique et en sortent", tandis que Billboard l'a classé comme un album de rap conscient "politiquement chargé", Jay Caspian Kang a observé des éléments de la critical race theory, politiques de respectabilité, théologique et méta-analytiques sur le succès et le statut révéré de Lamar dans la communauté hip hop. L'album a été comparé par Natalie Graham, professeure à l'Université d'État de Californie à Fullerton, à la mini-série télévisée Roots de 1977. Alors que "Roots compresse et simplifie" l'histoire des Noirs, Graham a dit To Pimp a Butterfly "perturbe radicalement les sens de la respectabilité noire, de la moralité héroïque, du traumatisme et de la mémoire". Dans le Toronto Journal of Theology, James D. McLeod Jr. établit des parallèles entre l'examen par Lamar de l'importance dominante de la mort dans l'expérience afro-américaine et les travaux du théologien chrétien Paul Tillich, où McLeod appelle To Pimp a Butterfly un exemple original de "hip hop existentialiste". Adam Blum discerne des liens entre To Pimp a Butterfly et les écrits sur la psychanalyse de Wilfred Bion, Nicolas Abraham et Sigmund Freud. Dans un essai publié dans The Lancet Psychiatry, les professeurs Akeem Sule et Becky Inkster de l'Université de Cambridge ont décrit Lamar comme le "poète de rue de la santé mentale", notant comment To Pimp a Butterfly (ainsi que son prédécesseur, Good Kid, M.A.A.D City) explore des sujets comme la toxicomanie, l'anxiété, la dépression, la résilience.
Lamar a offert des explications sur la signification de chansons comme Wesley's Theory et King Kunta,,. Le morceau d'ouverture de l'album, Wesley's Theory, fait référence à Wesley Snipes et à la manière dont l'acteur a été emprisonné pour fraude fiscale ; selon Lamar, "personne n'apprend aux pauvres hommes noirs à gérer leur argent ou leur célébrité, donc s'ils réussissent, les pouvoirs en place peuvent le prendre directement sous eux". King Kunta s'intéresse à "l'histoire des stéréotypes négatifs que tous les Afro-Américains doivent réconcilier". Lamar a également expliqué ses critiques à l'égard des rappeurs qui utilisent des ghostwriters dans King Kunta, révélant qu'il s'est fait connaître en tant que ghostwriter, qu'il a du respect pour les écrivains, mais qu'en tant que "nouvel artiste, vous devez soutenir votre travail". Lamar a révélé que u était inspiré par sa propre expérience de dépression et de pensées suicidaires. Il a également mentionné le sentiment de culpabilité du survivant comme source d'inspiration pour l'album. The Blacker the Berry présente un "boom bap beat" et des paroles qui célèbrent l'héritage afro-américain de Lamar et "s'attaquent de front à la haine, au racisme et à l'hypocrisie".

## Sortie et promotion
To Pimp a Butterfly est sorti pour la première fois sur l'iTunes Store et Spotify le 15 mars 2015, huit jours avant la date de sortie prévue. Selon Anthony Tiffith, PDG de Top Dawg Entertainment, la sortie anticipée de l'album était involontaire, apparemment causée par une erreur de la part d'Interscope Records. Le lendemain, il a été rendu indisponible sur iTunes, et sa sortie a été reprogrammée pour le 23 mars, bien qu'il soit toujours disponible en streaming sur Spotify. To Pimp a Butterfly a fait ses débuts en tant que numéro un sur les charts britanniques et australiennes. Aux États-Unis l'album s'est vendu à 324 000 exemplaires la première semaine. L'album a été écouté 9,6 millions de fois au cours de sa première journée sur Spotify, établissant ainsi le record mondial de nombre d'écoute le premier jour sur la plate-forme. Il s'est vendu à un million d'exemplaires dans le monde à la fin de l'année 2015. En mars 2016, il s'était vendu à 850 000 exemplaires aux États-Unis, où il a été certifié Platinum par la Recording Industry Association of America (RIAA). En juin 2017, il s'était vendu à un million d'exemplaires aux Etats-Unis.
La sortie de l'album a été précédée par la sortie de deux singles, i, le 23 septembre 2014, et The Blacker the Berry en février 2015. i est le sixième single de Lamar à être rentré dans le top-40 du US Billboard Hot 100 et a été présenté sur Saturday Night Live. Après la sortie de l'album, King Kunta est sorti comme troisième single en mars 2015, et Alright a été diffusé sur les stations de radio le 30 juin. Avec sa sortie, plusieurs organes d'information progressistes contemporains, dont BET, ont soulevé l'idée que Alright était l'hymne national moderne des Noirs,, tandis que les médias faisaient état de protestations des jeunes contre la brutalité policière à travers le pays en chantant le refrain de la chanson,. Principalement pour ces évènements, Lamar a été présenté sur Ebony Power 100, une liste annuelle qui reconnaît de nombreux dirigeants de la communauté afro-américaine. Le 13 octobre, sort le cinquième single de l'album, These Walls.
En plus des clips vidéos accompagnant les singles, la chanson For Free ? (Interlude) comportait également un clip, tout comme u avec For Sale ? (Interlude) dans le cadre du court métrage God Is Gangsta. En octobre 2015, Lamar annonce la tournée Kunta's Groove Sessions Tour, qui comprend huit spectacles dans huit villes à travers les Etats-Unis.
En 2015, To Pimp a Butterfly a été classé seizième album le plus populaire de l'année sur le Billboard 200.

## Réception critique
To Pimp a Butterfly a été salué par la critique. Metacritic, a attribué à l'album une note moyenne de 96, basée sur 44 critiques. Selon l'écrivain Will Butler de Gigwise, il a été universellement salué par la critique comme un "classique instantané".
Dan Weiss du magazine Spin a considéréTo Pimp a Butterfly comme le « Great American Hip-Hop Album » et une écoute essentielle, tandis que Neil McCormick du Daily Telegraph l'a qualifié de chef-d'œuvre dense mais éblouissant. Écrivant pour Entertainment Weekly, Kyle Anderson a trouvé le disque deux fois plus substantiel que le premier album de Lamar chez une major (Good Kid, M.A.A.D City) et plus complet sur les styles de musique afro-américaine, avec des qualités de production extrêmement « cinématographique » tout en ayant « la liberté d'une mixtape ». Le journaliste de l'Irish Times, Jim Carroll, a estimé qu'il s'agissait d'un « record pour l'époque dans laquelle nous vivons », dans lequel Lamar est passé de ses récits passés sur Compton à des réflexions féroces mais précises sur « l'Amérique noire ». Dans Rolling Stone, Greg Tate considérait To Pimp a Butterfly comme « un chef-d'œuvre d'indignation, de jazz profond et d'autocritique impitoyable » qui, avec le troisième album de D'Angelo Black Messiah, a fait de 2015 « l'année radicale pour la politique noire et pour la vraie musique noire, une véritable révolution dans le courant pop national ». Robert Christgau a écrit dans sa critique sur Cuepoint que peu d'artistes étaient aussi passionnés et compréhensifs que Lamar, qui a offert « une tentative forte et efficace pour rétablir le hip hop comme le CNN noir américain » pendant une ère de médias sociaux.
En fin d'année 2015, To Pimp a Butterfly était le disque le plus souvent classé dans le top dix des meilleurs albums de l'année. Selon Metacritic, il est apparu 101 fois dans le top dix des listes publiées par les critiques, les magazines, les sites Web et les magasins de musique. Le disque arrive en tête de 51 listes, dont celles de Rolling Stone, Billboard, Pitchfork, Slant Magazine, Spin, The Guardian, Complex, Consequence of Sound, The Irish Times, et Vice. NME l'a classé deuxième sur sa liste, tandis que Time l'a classé troisième meilleur album de l'année. Il a été élu meilleur album de 2015 dans le Pazz & Jop, un sondage annuel de la critique américaine à travers le pays, publié par The Village Voice. Christgau, le créateur de Pazz & Jop, l'a classé quatrième dans son bulletin de vote. L'album s'est classé neuvième dans le sondage annuel des critiques du magazine britannique The Wire.
To Pimp a Butterfly a également été nommé à 11 reprises à la 58e cérémonie des Grammy Awards, ce qui représente le plus grand nombre de nominations pour un rappeur en une seule soirée. Il a été nommé dans les catégories « Album de l'année » et « Meilleur album rap », remportant ce dernier. Alright a remporté les prix de la « Meilleure prestation rap solo » et de la « Meilleure chanson rap » tout en étant nommé pour la « Chanson de l'année » et le « Meilleur clip . These Walls a remporté le prix de la « Meilleure collaboration rap/chanson ». Lors de la cérémonie de l'année précédente, i avait remporté les Grammy Awards de la « Meilleure chanson rap » et de la « Meilleure prestation rap solo ». To Pimp a Butterfly a également été nommé pour le Top Rap Album aux Billboard Music Awards 2016.
En plus de l'accueil critique unanime de la presse, l'album est également plébiscité par le public. Il obtient notamment la note de 4,37/5 sur rateyourmusic.com avec plus de 70 000 notations et de 95/100 sur albumoftheyear.org avec plus de 38 000 notations, ce qui en fait l'album le mieux noté des deux sites.

## Impact
L'influence immédiate de l'album a été ressentie comme « un panthéon pour l'autonomisation raciale », selon Butler, qui a également affirmé que le disque a contribué à créer un espace respecté pour le hip hop conscient et « sera vénéré non seulement en tête de liste à la fin de l'année, mais dans le subconscient des fans de musique pour les décennies à venir ». Le journaliste d'Uproxx, Aaron Williams, a déclaré que l'album « prouvait que le rap expérimental peut fonctionner aussi bien dans le domaine critique que commercial ». To Pimp a Butterfly a eu une influence sur l'album Blackstar de David Bowie sorti en 2016. Comme l'a rappelé son producteur Tony Visconti, Bowie et lui « écoutaient beaucoup de Kendrick Lamar… nous avons adoré le fait que Kendrick était si ouvert d'esprit et qu'il n'a pas fait un disque de "hip-hop direct". Il a tout mis là-dessus, et c'est exactement ce qu'on voulait faire. »

## Liste des titres
| No  | Titre | Auteur | Contient un (des) sample(s) de | Durée |
| --- | --- | --- | --- | ----- |
| 1.  | Wesley's Theory (featuring George Clinton et ThundercatFlying Lotus, Ronald « Flippa » Colson, Sounwave et Thundercat) | Kendrick Lamar Duckworth, George Clinton, Steven Ellison, Ronald Colson, Stephen Bruner, Boris Gardiner                               | Every Nigger Is a Star de Boris Gardiner | 4:47  |
| 2.  | For Free? (Interlude) (Produit par Terrace Martin)                                                                     | K. Duckworth, Terrace Martin, R. McKinney                                                                                             | | 2:10  |
| 3.  | King Kunta (Produit par Sounwave, et Terrace Martin)                                                                   | K. Duckworth, S. Bruner, Johnny Burns, Michael Jackson, Ahmad Lewis, Stefan Gordy                                                     | Smooth Criminal de Michael Jackson The Payback de James Brown Thank You de Jay-Z Give Up the Funk (Tear the Roof Off the Sucker) de Parliament We Want the Funk d'Ahmad Get Nekkid de Mausberg featuring DJ Quik | 3:54  |
| 4.  | Institutionalized (featuring Bilal, Anna Wise et Snoop Dogg – Produit par Itzik Bensoli)                               | K. Duckworth, Columbus Smith, Frederik Halldin, Sam Barsh, Itzik Bensoli                                                              | Homeboyz des Comrads | 4:31  |
| 5.  | These Walls (featuring Bilal, Anna Wise et Thundercat – Produit par Terrace Martin, Larrance Dopson et Sounwave)       | K. Duckworth, T. Martin, Larrance Dopson, James Fauntleroy, R. McKinney                                                               | | 5:00  |
| 6.  | u (Produit par Taz Arnold AKA Ti$A, Whoarei et Sounwave)                                                               | K. Duckworth, Taz Arnold, Michael Brown                                                                                               | | 4:28  |
| 7.  | Alright (Produit par Pharrell Williams et Sounwave)                                                                    | K. Duckworth, Pharrell Williams, Mark Spears                                                                                          | Presidential de Rick Ross featuring Elijah Blake | 3:39  |
| 8.  | For Sale? (Interlude) (Produit par Taz Arnold AKA Ti$A, Sounwave et Terrace Martin)                                    | K. Duckworth, T. Arnold | | 4:51  |
| 9.  | Momma (Produit par Knxwledge et Taz Arnold AKA Ti$A)                                                                   | K. Duckworth, Glen Boothe, T. Arnold, Sylvester Stewart, Lalah Hathaway, Rahsaan Patterson, Rex Rideout                               | | 4:43  |
| 10. | Hood Politics (Produit par Tae Beast, Sounwave et Thundercat)                                                          | K. Duckworth, Donte Perkins, M. Spears, S. Bruner, Sufjan Stevens                                                                     | All for Myself de Sufjan Stevens | 4:52  |
| 11. | How Much a Dollar Cost (featuring James Fauntleroy et Ronald Isley – Produit par LoveDragon)                           | K. Duckworth, T. Martin, Josef Leimberg, R. McKinney, J. Fauntleroy, Ronald Isley                                                     | Pyramid Song de Radiohead | 4:21  |
| 12. | Complexion (A Zulu Love) (featuring Rapsody – Produit par Thundercat, Sounwave, Terrace Martin et Antydote)            | K. Duckworth, S. Bruner, M. Spears, Marlanna Evans                                                                                    | | 4:23  |
| 13. | The Blacker the Berry (featuring Assassin – Produit par Boi-1da, KOZ et Terrace Martin)                                | K. Duckworth, Matthew Jehu Samuels, Stephen Kozmeniuk, K. Lewis, Brent Kolatalo, Jefferey Campbell, Alexander Izquierdo, Zale Epstein | It's Your Thing des Cold Grits | 5:28  |
| 14. | You Ain't Gotta Lie (Momma Said) (Produit par LoveDragon)                                                              | K. Duckworth, T. Martin, R. McKinney, J. Leimberg, M. Spears                                                                          | You're Getting a Little Too Smart des Detroit Emeralds | 4:01  |
| 15. | i (Produit par Rahki)                                                                                                  | K. Duckworth, Columbus Smith, R. Isley, O'Kelly Isley, Ernie Isley, Marvin Isley, Rudolph Isley, Christopher Jasper                   | That Lady des Isley Brothers | 5:36  |
| 16. | Mortal Man (Produit par Sounwave)                                                                                      | K. Duckworth, M. Spears, S. Bruner, Fela Anikulapo                                                                                    | I No Get Eye for Back de Houston Person | 12:07 |

## Classements hebdomadaires
| Classements (2015)                  | Meilleure position |
| ----------------------------------- | ------------------ |
| Allemagne (Media Control AG)        | 7                  |
| Australie (ARIA)                    | 1                  |
| Autriche (Ö3 Austria Top 40)        | 15                 |
| Belgique (Flandre Ultratop)         | 4                  |
| Belgique (Wallonie Ultratop)        | 16                 |
| Canada (Canadian Albums Chart)      | 1                  |
| Danemark (Tracklisten)              | 3                  |
| Espagne (Promusicae)                | 91                 |
| États-Unis (Billboard 200)          | 1                  |
| États-Unis (Top Rap Albums)         | 1                  |
| États-Unis (Top R&B/Hip-Hop Albums) | 1                  |
| Finlande (Suomen virallinen lista)  | 14                 |
| France (SNEP)                       | 17                 |
| Italie (FIMI)                       | 32                 |
| Norvège (VG-lista)                  | 2                  |
| Nouvelle-Zélande (RIANZ)            | 1                  |
| Pays-Bas (Mega Album Top 100)       | 9                  |
| Royaume-Uni (UK Albums Chart)       | 1                  |
| Royaume-Uni (R&B Albums)            | 1                  |
| Suède (Sverigetopplistan)           | 10                 |
| Suisse (Schweizer Hitparade)        | 3                  |

## Certifications
| Pays                  | Certification | Unités certifiées |
| --------------------- | ------------- | ----------------- |
| Australie (ARIA)      | Or            | 35 000            |
| Canada (Music Canada) | 2 × Platine   | 160 000           |
| Danemark (IFPI)       | Platine       | 20 000            |
| États-Unis (RIAA)     | Platine       | 1 000 000         |
| Royaume-Uni (BPI)     | Or            | 100 000           |